# 김찬도
김찬도(金燦道, 1907년 4월 18일 ~ 1994년 9월 21일)는 대한민국의 독립운동가이다.

## 일생

### 생애 초기
본관은 수안이고 황해도 황주에서 출생하여 지난날 한때 경상북도 경주를 거쳐 황해도 수안에서 잠시 유아기를 보낸 적이 있다.

### 활약
1926년 건아단 단원 활동으로써 독립운동을 하다가 1928년 일경에 체포되어 조사와 재판 끝에 1930년 전격 석방되었다.
1948년 대한민국 정부 수립 후 1960년 경기도 인천시 시장 직무대행 서리 등을 지냈다.
재미교포 소설가 김은국(金恩國)은 그의 둘째아들이며 테너 성악가 이인범(李仁範)은 처조카이다.

## 가족 및 친척 관계
- 차남: 김은국(金恩國, 1932년 3월 13일 ~ 2009년 6월 23일, 재미교포 소설가.)
- 처조카: 이인범(李仁範, 1914년 ~ 1978년 9월 13일, 테너 성악가.)